# فرودگاه بین‌المللی جاشوا مکابوکو انکومو
فرودگاه بین‌المللی جاشوا مکابوکو انکومو (به انگلیسی: Joshua Mqabuko Nkomo International Airport) یک فرودگاه همگانی با کد یاتا BUQ است که یک باند فرود آسفالت دارد و طول باند آن ۲۵۴۸ متر است. این فرودگاه در کشور زیمبابوه قرار دارد و در ارتفاع ۱۳۰۸ متری از سطح دریا واقع شده‌است.

## شرکت‌های هواپیمایی و مقصدهای پروازی
| شرکت‌های هواپیمایی | مقصدهای پروازی                      |
| ----------------- | ----------------------------------- |
| ایرلینک           | اولیور تامبو                        |
| ایر زیمبابوه      | حراره، اولیور تامبو، آبشار ویکتوریا |